# Aero A-24
Aero A-24 byl československý dvoumotorový dvouplošný bombardér vyvinutý ve 20. letech 20. století výrobcem Aero. Byl to první první československý dvoumotorový bombardér domácí konstrukce. Vznikl pouze jeden prototyp. Poprvé vzlétl roku 1925. Podmotorovaný a koncepčně zastaralý letoun armáda odmítla.

## Historie

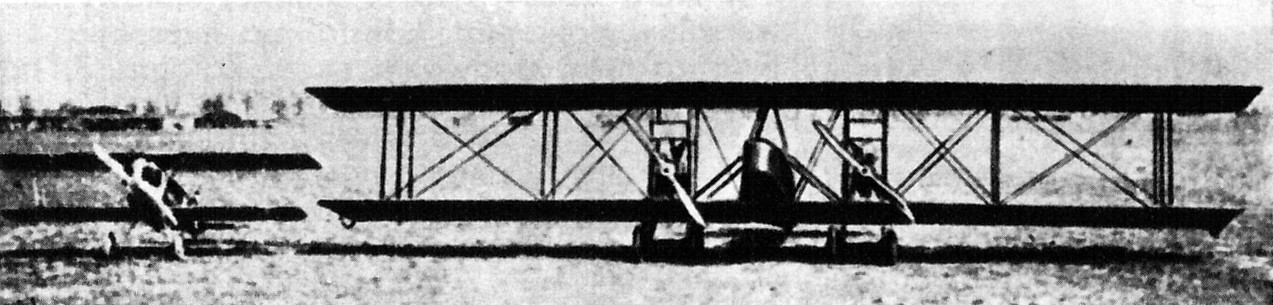
Aero A-24

Vývoj letounu  A-24 vedl konstruktér Antonín Husník. Jediný prototyp zalétal 12. června 1925 tovární pilot Josef Novák. Odstartoval z Letiště Kbely. Během letových zkoušek bylo zjištěno značné podmotorování letounu, což jej učinilo nezpůsobilým k bojovému použití.
Továrna Aero navrhla zdokonalenou variantu označenou A-27, která měla překonat nedostatečné výkony A-24 náhradou pohonných jednotek motory Jupiter, ale Československé letectvo o tuto možnost neprojevilo zájem a další vývoj byl opuštěn. 
Prototyp byl Ministerstvem národní obrany převzat 10. února 1926 a zařazen do stavu 1. leteckého pluku. Dne 5. září 1928 byl předán leteckému učilišti v Prostějově, kde sloužil do 30. června 1929 jako předváděcí a k pokusům s padákovými seskoky. Poté létal do 19. prosince 1929 u Leteckého pluku 2 v Olomouci. Po nouzovém přistání na letišti ve Vysokém Mýtě 20. prosince 1929 byl stroj v roce 1930 odepsán.

## Specifikace
Údaje podle

### Technické údaje
- Osádka: 3-4
- Rozpětí: 22,20 m
- Délka: 13,70 m
- Nosná plocha: 106 m²
- Prázdná hmotnost: 2 960 kg
- Vzletová hmotnost: 4 511 kg
- Pohonná jednotka: 2 × kapalinou chlazený šestiválcový řadový motor Maybach Mb.IVa
- Výkon pohonné jednotky: 176 kW (240 k)

### Výkony
- Maximální rychlost: 155 km/h
- Cestovní rychlost: 110 km/h
- Dostup: 3 600 m
- Stoupavost: výstup do výše 3 000 m za 36,8 minuty
- Dolet: 600 km

### Výzbroj (plánovaná)
- 4 × pohyblivý kulomet Lewis[5] ve střelištích na přídi a hřbetě trupu
- max. 1 000 kg pum